# Herrensitz Berg

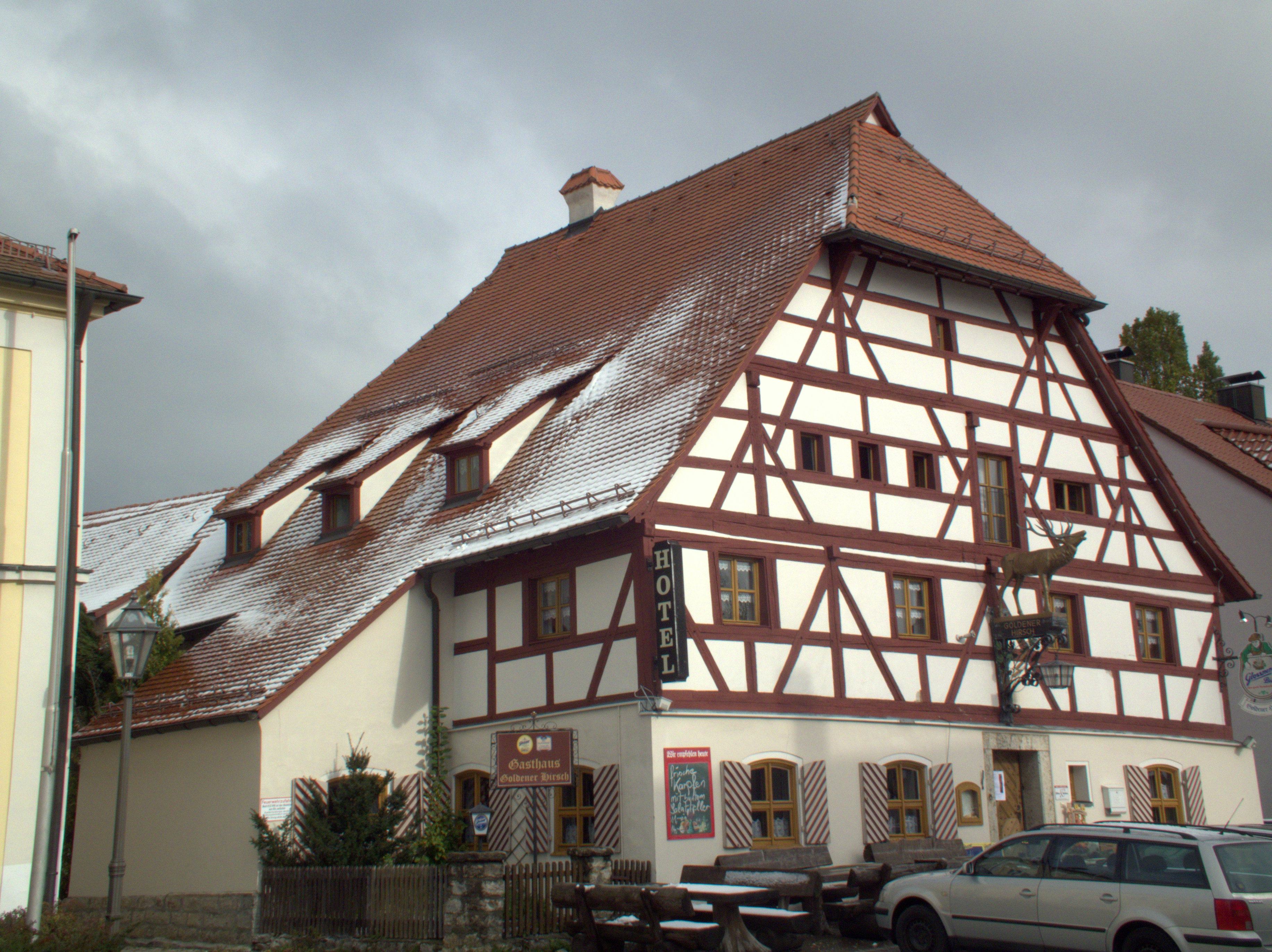
Gasthof zum Hirschen, ehemaliger Herrensitz Berg bei Neumarkt (2012)

Der Herrensitz Berg befindet sich in der oberpfälzischen Gemeinde Berg bei Neumarkt in der Oberpfalz (Herrnstraße 3). Die Anlage wird als Bodendenkmal unter der Aktennummer D-3-6634-0076 als „abgegangener mittelalterlicher Adelssitz“ geführt. Der heute an dieser Stelle befindliche Gasthof ist unter der Aktennummer D-3-73-113-4 als Baudenkmal verzeichnet.

## Baulichkeit
Der ehemalige Herrensitz ist ein zweigeschossiger und giebelständiger Krüppelwalmdachbau mit einem Fachwerkobergeschoss. Er stammt aus den Anfang des 19. Jahrhunderts. Heute wird das Gebäude als Gasthaus Goldener Hirsch genutzt.

## Geschichte
In Berg bestand neben dem herzoglichen Sitz ein weiterer Adelssitz, auf dem 1390 Heinrich der Smid, aus dem Reichministerialengeschlecht der Smide, genannt wird. In einer Urkunde des Klosters Kastl wird noch am 11. Mai 1439 ein „Cuntz Smid zu Perge“  genannt. Auf dem „Sitzlein, so mitten im Dorf“ saßen seit 1412 die Pöllinger; Pfalzgraf Ruprecht hatte sie mit diesem belehnt. Ulrich Pöllinger wird 1412 zu Berg genannt und war im gleichen Jahr Beisitzer im Landgericht Hirschberg, 1423 war er Pfleger zu Lauf an der Pegnitz und 1436 Pfleger zu Haimburg. Die Pöllinger waren auch herzogliche Beamte zu Pfaffenhofen. Während der Hussitenkriege wurden 1432 beide Adelssitze zerstört; der genannte Ulrich Pöllinger wurde erschlagen und seine Söhne „gefangen mitgenommen“. Von den Pöllingern werden 1438 im Zusammenhang mit einer Frühmessstiftung zu Berg Conrad als Pfleger zu Helfenberg, Niklas als Pfleger zu „Rotenburgk“ und Fritz als Pfleger zu Haimburg genannt. 1450 zerstörten die Nürnberger den Berger Sitz der Pöllinger. Diese bauten ihn nicht mehr auf, sondern erbauten einen kleinen Sitz neu, den Konrad Pollinger mitsamt Zugehörigkeiten 1454 dem Kloster Gnadenberg verkaufte, das ihn zu einem Wirtschaftsgut umwandelte.